# Serie B 1980 (calcio femminile)
L'edizione 1980 è stata la undicesima edizione del campionato F.I.G.C.F. di Serie B femminile italiana di calcio. Corrisponde al campionato 1979-1980 del calcio maschile.
Il campionato è iniziato il 13 aprile 1980 ed è terminato il 5 ottobre 1980 senza assegnazione del titolo di campione di Serie B 1980.

## Stagione

### Novità
Il Tigullio 72 ha rinunciato alla promozione in Serie A, chiedendo l'iscrizione in Serie B.
Variazioni prima dell'inizio del campionato:
fusione
- l'"A.C.F. Colorificio Paulin Barletta" di Barletta e il "C.F. Trani 80" di Trani nell'"A.C.F. Trani 80" di Trani;

cambio di denominazione e sede:
- da "A.C.F. Momproso Biella" ad "A.C.F. Centro Abbigliamento Biellese" di Biella,
- da "A.C.F. Pavia" ad "A.C.F. Agrisport Pavia" di Pavia,
- da "A.C.F. Bognanco Domodossola" ad "A.C.F. Domodossola" di Domodossola,
- da "A.C.F. Cerbiatte Sarcedo" ad "A.C.F. Fiamma Cerbiatte" di Sarcedo,
- da "A.C.F. Rutilius Sport Bergamo" ad "A.C.F. Alaria Bergamo" di Bergamo,
- da "S.C.F. Pagazzanese" a "S.C.F. V.G.B. Pagazzanese" di Pagazzano,
- da "A.C.F. Trani 80" in "A.C.F. Gusmai Trani 80" di Trani;

hanno rinunciato al campionato di Serie B:
- "U.S. Pasubio 74" di Milano,
- "P.F. Rivignano" di Rivignano,
- "A.C.F. Maroccone Livorno" di Livorno,
- "A.C.F. Roma Lido" di Roma,
- "A.C.F. Roma Campidoglio" di Roma,
- "C.F. Bastia" di Bastia Umbra,
- "A.C.F. Savoia" di Torre Annunziata,
- "S.S. Pellicce Moda Ponzo Portici" di Portici;

società non aventi diritto ammesse in Serie B:
- "A.C.F. Domodossola" di Domodossola,
- "C.S. Castrezzato" di Castrezzato.

### Formula
Vi hanno partecipato 29 squadre divise in tre gironi. La prima classificata di ognuno dei tre gironi viene promossa in Serie A. Le seconde classificate (compreso le squadre a pari merito) sono autorizzate a chiedere l'ammissione alla Serie A che sarebbe passata da 10 a 14 squadre partecipanti (salvo rinunce). L'ultima squadra del girone composto da 9 squadre e le ultime due dei gironi composti da 10 squadre vengono relegate in Serie C (regionale).

## Girone A

### Squadre partecipanti
| Club                                 | Città                   | Stagione 1979          |
| ------------------------------------ | ----------------------- | ---------------------- |
| A.C.F. Agrisport Pavia               | Pavia                   | 8º posto in Serie B/A  |
| A.C.F. Aurora Casalpusterla          | Casalpusterlengo        | in Serie C             |
| A.C.F. Centro Abbigliamento Biellese | Biella                  | 5º posto in Serie B/A  |
| A.C.F. Derthona La Pelle             | Tortona                 | 6º posto in Serie B/A  |
| A.C.F. Domodossola                   | Domodossola             | 10º posto in Serie B/A |
| Piacenza A.C.F.                      | Piacenza                | 2º posto in Serie B/A  |
| A.C.F. Real Bellavista               | Torino                  | in Serie C             |
| A.C.F. Real Torino                   | Torino                  | 6º posto in Serie B/A  |
| U.S. Sampierdarenese                 | Genova Sampierdarena    | 9º posto in Serie B/A  |
| A.C.F. Tigullio 72                   | Santa Margherita Ligure | 1º posto in Serie B/A  |

### Classifica finale
|  | Pos. | Squadra                       | Pt | G  | V  | N | P  | GF | GS | DR  |
|  | ---- | ----------------------------- | -- | -- | -- | - | -- | -- | -- | --- |
|  | 1.   | Piacenza                      | 33 | 18 | 15 | 3 | 0  | 57 | 6  | +51 |
|  | 2.   | Tigullio 72                   | 26 | 18 | 11 | 4 | 3  | 54 | 20 | +34 |
|  | 3.   | Real Torino                   | 26 | 18 | 12 | 2 | 4  | 51 | 28 | +23 |
|  | 4.   | Derthona La Pelle             | 20 | 18 | 7  | 6 | 5  | 23 | 23 | 0   |
|  | 5.   | Centro Abbigliamento Biellese | 18 | 18 | 7  | 4 | 7  | 27 | 25 | +2  |
|  | 6.   | Agrisport Pavia               | 17 | 18 | 7  | 3 | 8  | 30 | 37 | -7  |
|  | 7.   | Aurora Casalpusterla          | 16 | 18 | 7  | 2 | 9  | 25 | 30 | -5  |
|  | 8.   | Sampierdarenese               | 14 | 18 | 6  | 2 | 10 | 19 | 37 | -18 |
|  | 9.   | Domodossola                   | 8  | 18 | 3  | 2 | 13 | 11 | 44 | -33 |
|  | 10.  | Real Bellavista               | 2  | 18 | 1  | 0 | 17 | 8  | 55 | -47 |

Legenda:
      Promossa in Serie A
      Retrocessa in Serie C
Note:
Due punti a vittoria, uno a pareggio, zero a sconfitta.
Il Tigullio 72 e il Real Torino sono stati successivamente ammessi in Serie A alla compilazione dei quadri 1981.
Il Domodossola è stato successivamente riammesso in Serie B alla compilazione dei quadri 1981.

## Girone B

### Squadre partecipanti
| Club                      | Città                 | Stagione 1979         |
| ------------------------- | --------------------- | --------------------- |
| G.S.F. Aermec Galliera    | Galliera Veneta       | in Serie C            |
| A.C.F. Alaria Bergamo     | Bergamo               | 4º posto in Serie B/B |
| A.C.F. Atalanta           | Zanica                | 3º posto in Serie B/B |
| A.C.F. Aurora Mombretto   | Mombretto di Mediglia | 3º posto in Serie B/A |
| A.C.F. Azzurra            | Castelfranco Veneto   | 5º posto in Serie B/B |
| C.S. Castrezzato          | Castrezzato           | 9º posto in Serie B/B |
| A.C.F. Cesano Boscone     | Cesano Boscone        | in Serie C            |
| A.C.F. Fiamma Cerbiatte   | Sarcedo               | 5º posto in Serie B/B |
| S.C.F. V.G.B. Pagazzanese | Pagazzano             | 7º posto in Serie B/B |
| A.C.F. Pordenone          | Pordenone             | 2º posto in Serie B/B |

### Classifica finale
|  | Pos. | Squadra            | Pt | G  | V  | N | P  | GF | GS | DR  |
|  | ---- | ------------------ | -- | -- | -- | - | -- | -- | -- | --- |
|  | 1.   | Aurora Mombretto   | 26 | 18 | 11 | 4 | 3  | 34 | 18 | +16 |
|  | 2.   | Fiamma Cerbiatte   | 25 | 18 | 11 | 3 | 4  | 37 | 21 | +16 |
|  | 2.   | Cesano Boscone     | 25 | 18 | 12 | 1 | 5  | 26 | 15 | +11 |
|  | 4.   | Alaria Bergamo     | 22 | 18 | 10 | 2 | 6  | 29 | 25 | +4  |
|  | 5.   | Pordenone          | 21 | 18 | 8  | 5 | 5  | 25 | 20 | +5  |
|  | 5.   | A.C.F. Atalanta    | 21 | 18 | 9  | 3 | 6  | 26 | 23 | +3  |
|  | 7.   | Azzurra            | 20 | 18 | 9  | 2 | 7  | 28 | 23 | +5  |
|  | 8.   | Aermec Galliera    | 9  | 18 | 4  | 1 | 13 | 20 | 32 | -12 |
|  | 9.   | V.G.B. Pagazzanese | 7  | 18 | 2  | 3 | 13 | 18 | 35 | -17 |
|  | 10.  | Castrezzato        | 4  | 18 | 1  | 2 | 15 | 9  | 40 | -31 |

Legenda:
      Promossa in Serie A
      Retrocessa in Serie C
Note:
Due punti a vittoria, uno a pareggio, zero a sconfitta.
L'Atalanta ha successivamente rinunciato al campionato di Serie B.
La Fiamma Cerbiatte è stata successivamente ammessa in Serie A alla compilazione dei quadri 1981.

## Girone C

### Squadre partecipanti
| Club                          | Città                      | Stagione 1979         |
| ----------------------------- | -------------------------- | --------------------- |
| A.P. Alba Pavona              | Pavona di Albano Laziale   | in Serie C            |
| A.C.F. Casapulla              | Casapulla                  | in Serie C            |
| A.C.F. Fabbri Editori Perugia | Perugia Ponte della Pietra | in Serie C            |
| A.C.F. Foggia                 | Foggia                     | 11º posto in Serie A  |
| A.C.F. Giugliano              | Giugliano in Campania      | 2º posto in Serie B/D |
| A.C.F. Gusmai Trani 80        | Trani                      | in Serie C            |
| U.C. Stabia                   | Castellammare di Stabia    | 6º posto in Serie B/D |
| S.S. Vetreria Laziale         | Civita Castellana          | 3º posto in Serie B/C |
| A.C.F. Virtus Napoli          | Napoli                     | in Serie C            |

### Classifica finale
|  | Pos. | Squadra                | Pt | G  | V  | N | P  | GF | GS | DR  |
|  | ---- | ---------------------- | -- | -- | -- | - | -- | -- | -- | --- |
|  | 1.   | Giugliano              | 29 | 16 | 14 | 1 | 1  | 52 | 9  | +43 |
|  | 2.   | Alba Pavona            | 23 | 16 | 9  | 5 | 2  | 35 | 16 | +19 |
|  | 3.   | Fabbri Editori Perugia | 19 | 16 | 5  | 9 | 2  | 27 | 16 | +11 |
|  | 4.   | Vetreria Laziale       | 18 | 16 | 5  | 8 | 3  | 20 | 19 | +1  |
|  | 5.   | Foggia                 | 17 | 16 | 7  | 3 | 6  | 24 | 24 | 0   |
|  | 6.   | Virtus Napoli          | 14 | 16 | 4  | 6 | 6  | 16 | 20 | -4  |
|  | 7.   | Gusmai Trani 80        | 13 | 16 | 4  | 5 | 7  | 16 | 18 | -2  |
|  | 8.   | Casapulla              | 10 | 16 | 2  | 6 | 8  | 19 | 27 | -8  |
|  | 9.   | Stabia (-4)            | -3 | 16 | 0  | 1 | 15 | 6  | 66 | -60 |

Legenda:
      Promossa in Serie A
      Retrocessa in Serie C
Note:
Due punti a vittoria, uno a pareggio, zero a sconfitta.
Lo Stabia ha scontato 4 punti di penalizzazione.
L'Alba Pavona ha rinunciato a chiedere l'ammissione in Serie A.

## Verdetti finali
- Piacenza, Aurora Mombretto e Giugliano sono promossi in Serie A.
- Domodossola, Real Bellavista, V.G.B. Pagazzanese, Castrezzato e Stabia sono retrocessi in Serie C (regionale).